# Marina Staden
Marina Staden (* 17. Dezember 1955 in Moskau, geb. als Marina Milowidowa) ist eine ehemalige deutsche Volleyballspielerin sowjetischer Abstammung.
Marinas Vater war Sportlehrer an einem Moskauer Gymnasium. Durch ihn kam Marina schon 1967 zum Volleyball. Sie spielte bei ZSKA Moskau und gewann mit der sowjetischen Jugendnationalmannschaft den Titel bei den Junioreneuropameisterschaften 1973 und 1975. Nach über 30 A-Länderspielen für die Sowjetunion heiratete sie 1977 den deutschen Gymnasiallehrer Hans Staden und kam so nach Deutschland. 1979 bekam sie die deutsche Staatsbürgerschaft.
In Deutschland spielte sie zuerst für den VC Schwerte, mit dem sie 1978 und 1979 Deutscher Volleyball-Meister wurde. Danach wechselte sie zum USC Münster, mit dem sie 1980 und 1981 den deutschen Titel gewann. Schließlich wechselte sie im Sommer 1981 zum Zweitligisten VfL Oythe. 1980, 1981 und 1984 wurde sie zur Volleyballerin des Jahres gewählt. Bei der Europameisterschaft 1979 gab Marina Staden ihr Debüt in der deutschen Nationalmannschaft. 1984 nahm sie mit dem Nationalteam an den Olympischen Spielen in Los Angeles teil und belegte dort Platz sechs. Nach 245 Einsätzen für die deutsche Nationalmannschaft beendete Marina Staden Ende 1984 nach Differenzen mit Bundestrainer Andrzej Niemczyk ihre Karriere.